# جمالة العلوي
الأميرة لالة جمالة العلوي (1962 - ) دبلوماسية مغربية ولدت في الرباط، شغلت منصب سفيرة المغرب لدى الولايات المتحدة، وسفيرة المغرب السابقة لدى المملكة المتحدة.
إسمها الكامل هو لالة جمالة العلوي هي جُمَالَة بنت علي بن إدريس بن يوسف بن الحسن بن محمد بن عبد الرحمن بن هشام بن محمد بن عبد الله بن إسماعيل بن مولاي علي الشريف العلوية أمها الأميرة للا فاطمة الزهراء بنت الملك محمد الخامس بن يوسف. تنتمي إلى الأسرة العلوية المالكة مِن طَرَفَيها، فهي حفيدة إدريس بن السلطان يوسف بن الحسن مِن قِبَل أبيها وحفيدة الملك محمد الخامس بن يوسف من قِبَل أمّها.